# سایوز ام‌اس-۱
سایوز-ام‌اس-۱ (به روسی: Союз )(به معنای اتحاد) یک مأموریت سرنشین دار سازمان ملی فضانوردی روسیه، آخرین پرواز فضاپیمای نسل سایوزTMA-M و نخستین پرواز فضاپیمای نسل سایوز ام اس به سمت ایستگاه فضایی بین‌المللی محسوب می‌شود.

همچنین فضاپیمای این مأموریت وظیفه ارسال و بازگرداندن تعدادی از فضانوردان گروه اعزامی ۴۸ و گروه اعزامی ۴۹ را نیز بر عهده داشت.

## خدمه مأموریت
| نام               | ملیت                | تعداد پرواز | نقش عملیاتی | تصویر |
| آناتولی ایوانیشین | روسیه               | ۲           | فرمانده     |       |
| تاکویا اونیشی     | ژاپن                | ۱           | مهندس پرواز |       |
| کاتلین روبینز     | ایالات متحده آمریکا | ۱           | مهندس پرواز |       |

## نگارخانه

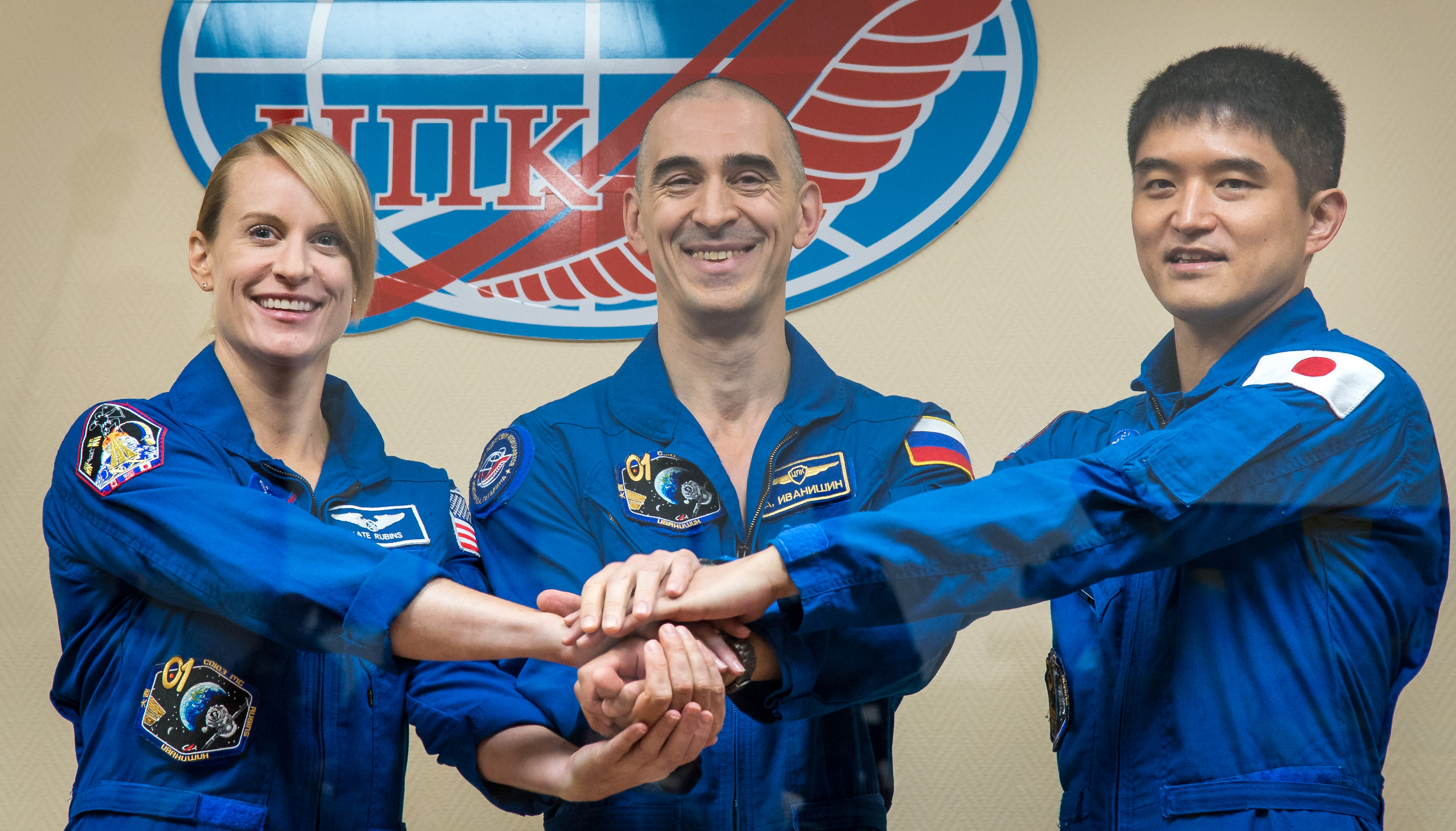
فضانوردان اصلی ام‌اس-۱
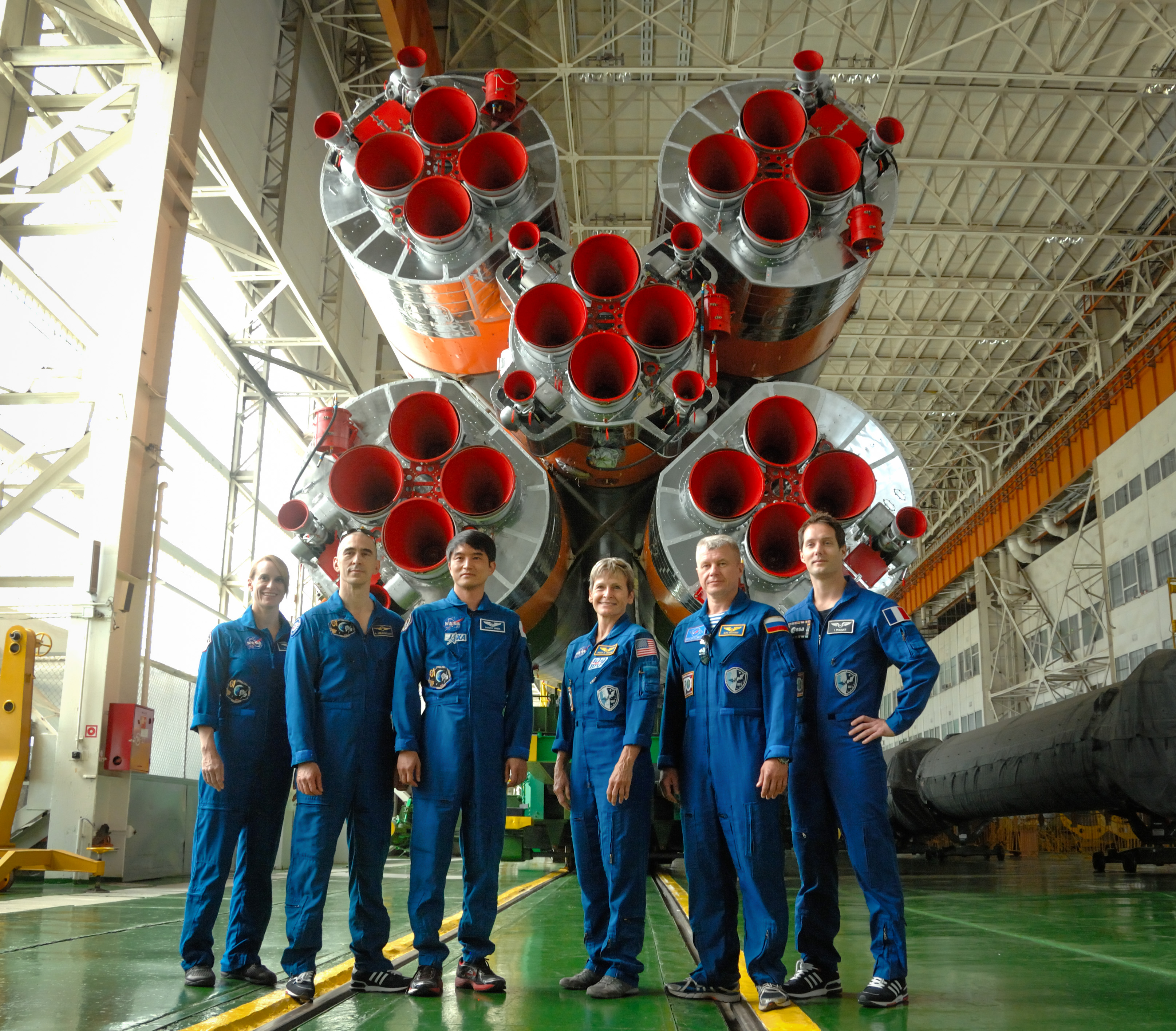
فضانوردان اصلی و پشتیبان ام‌اس-۱
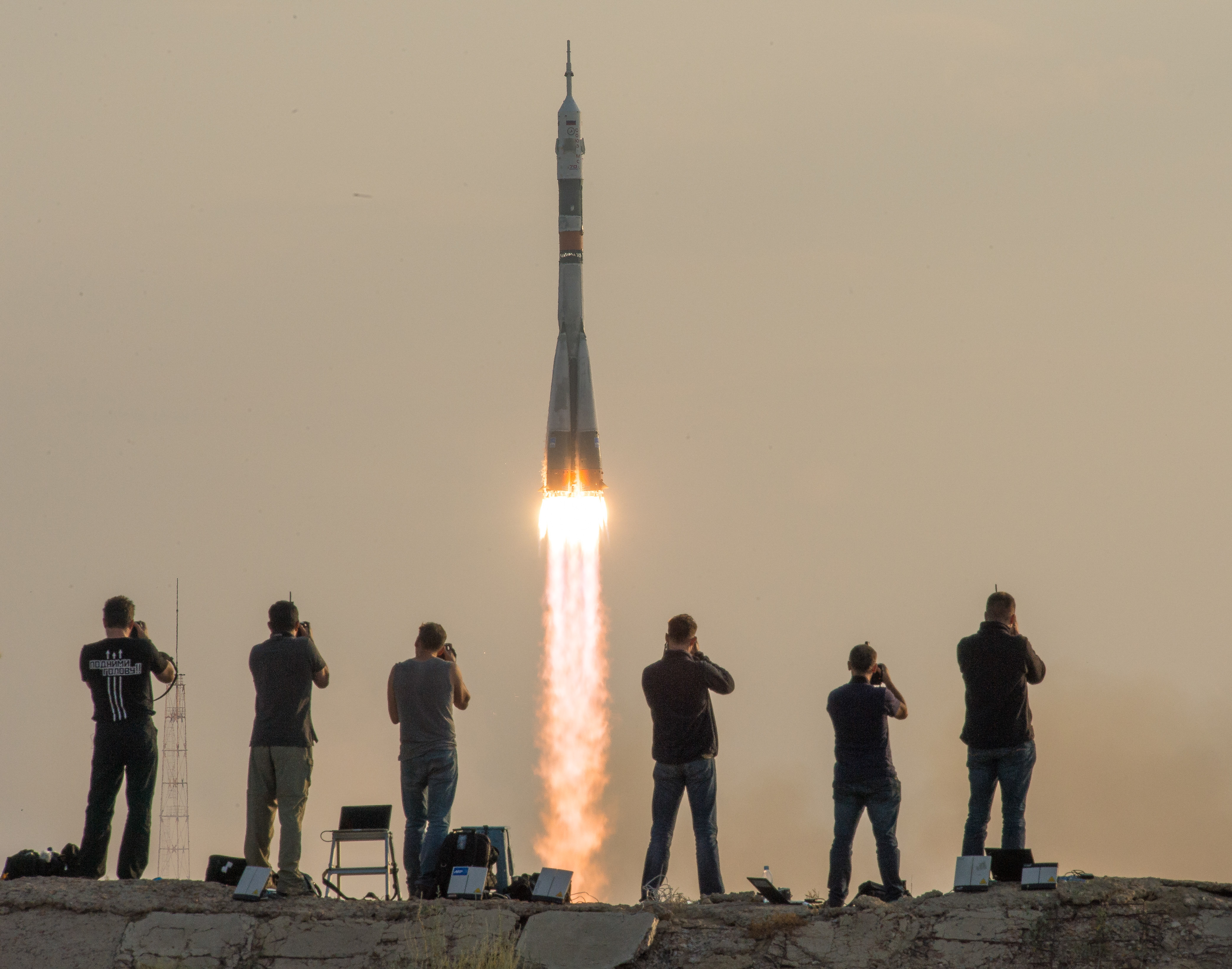
پرتاب ام‌اس-۱
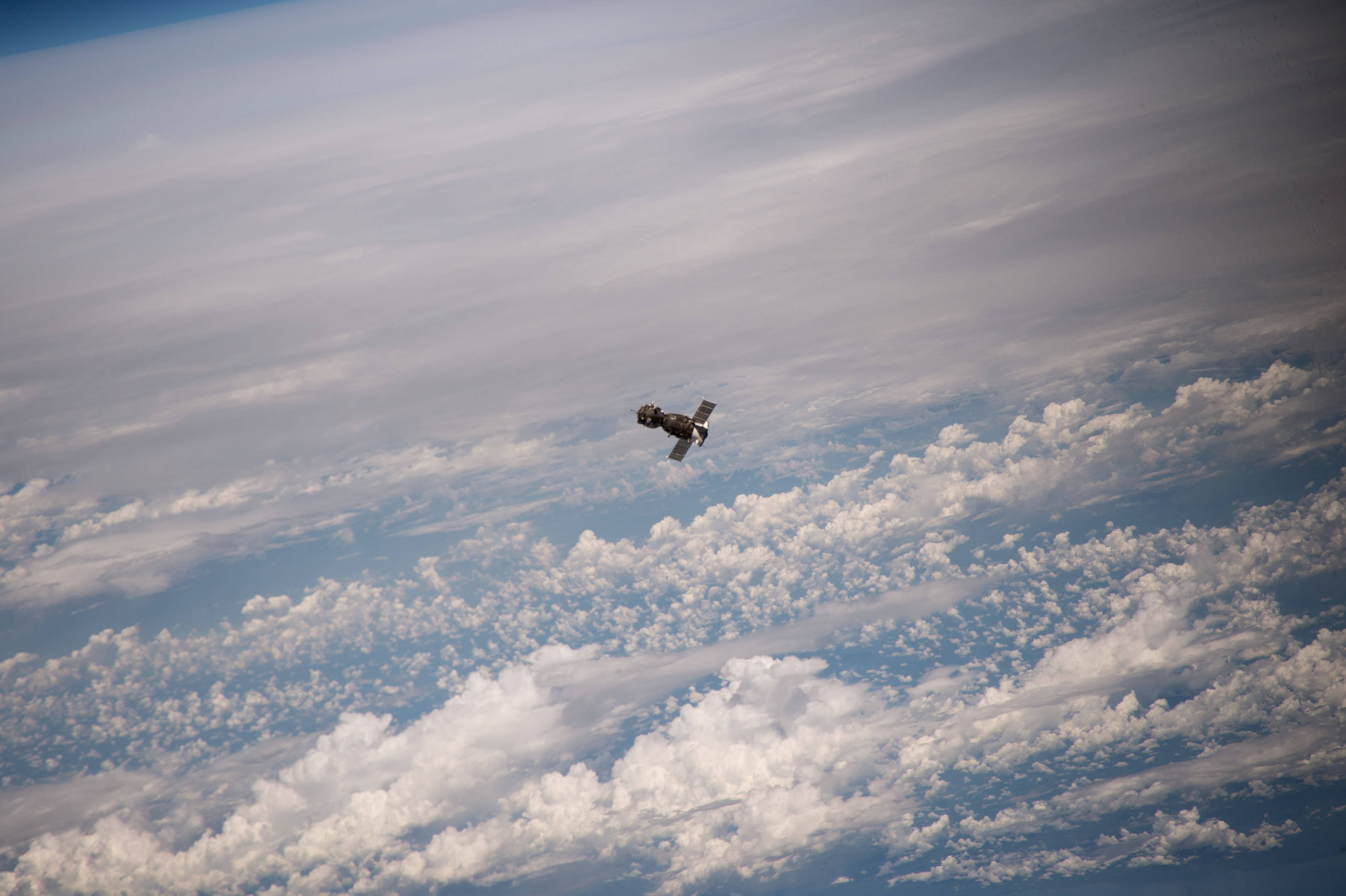
ام‌اس-۱ به ایستگاه نزدیک می‌شود
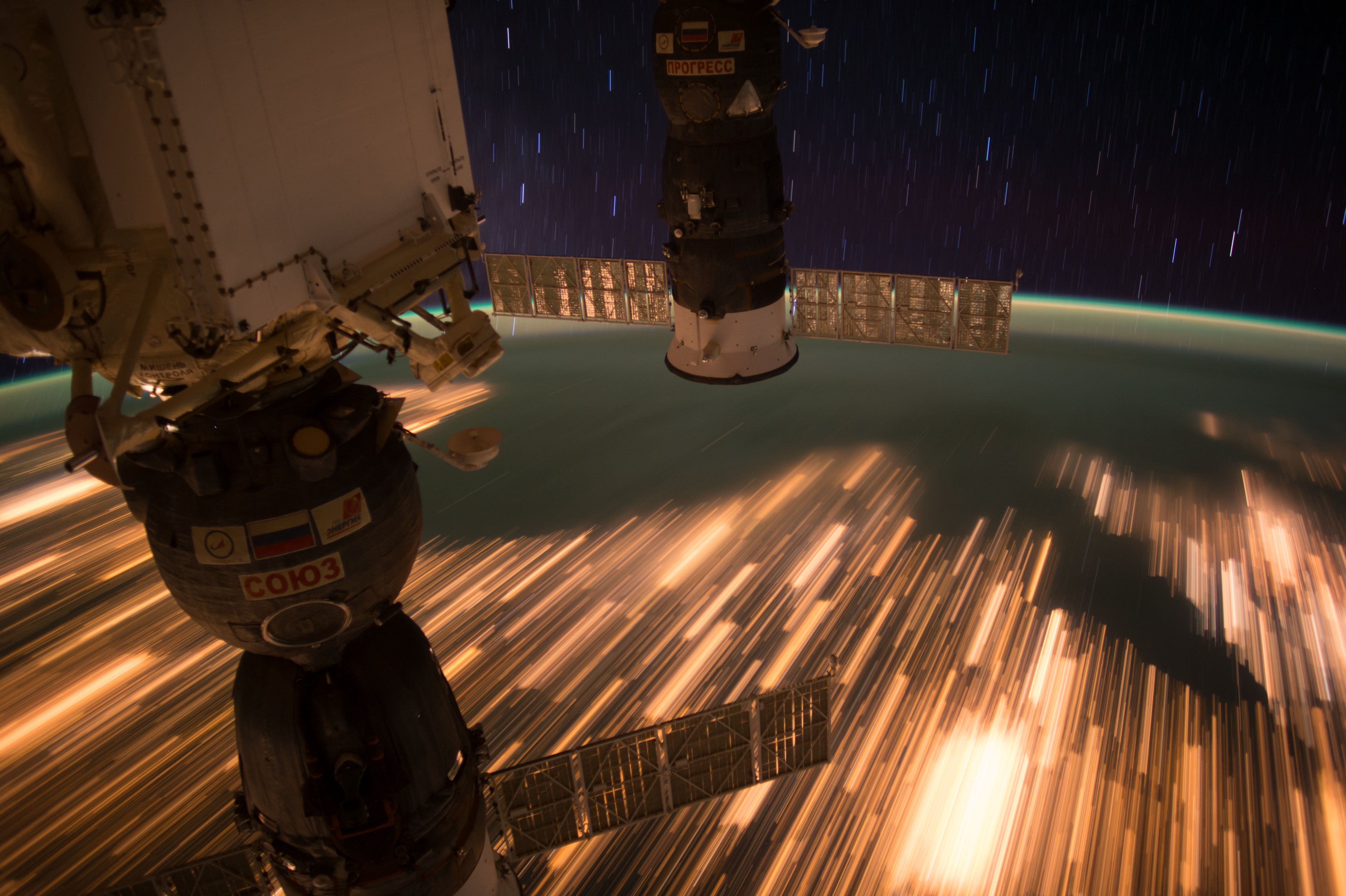
ام‌اس-۱ متصل به ایستگاه بر فراز اروپا
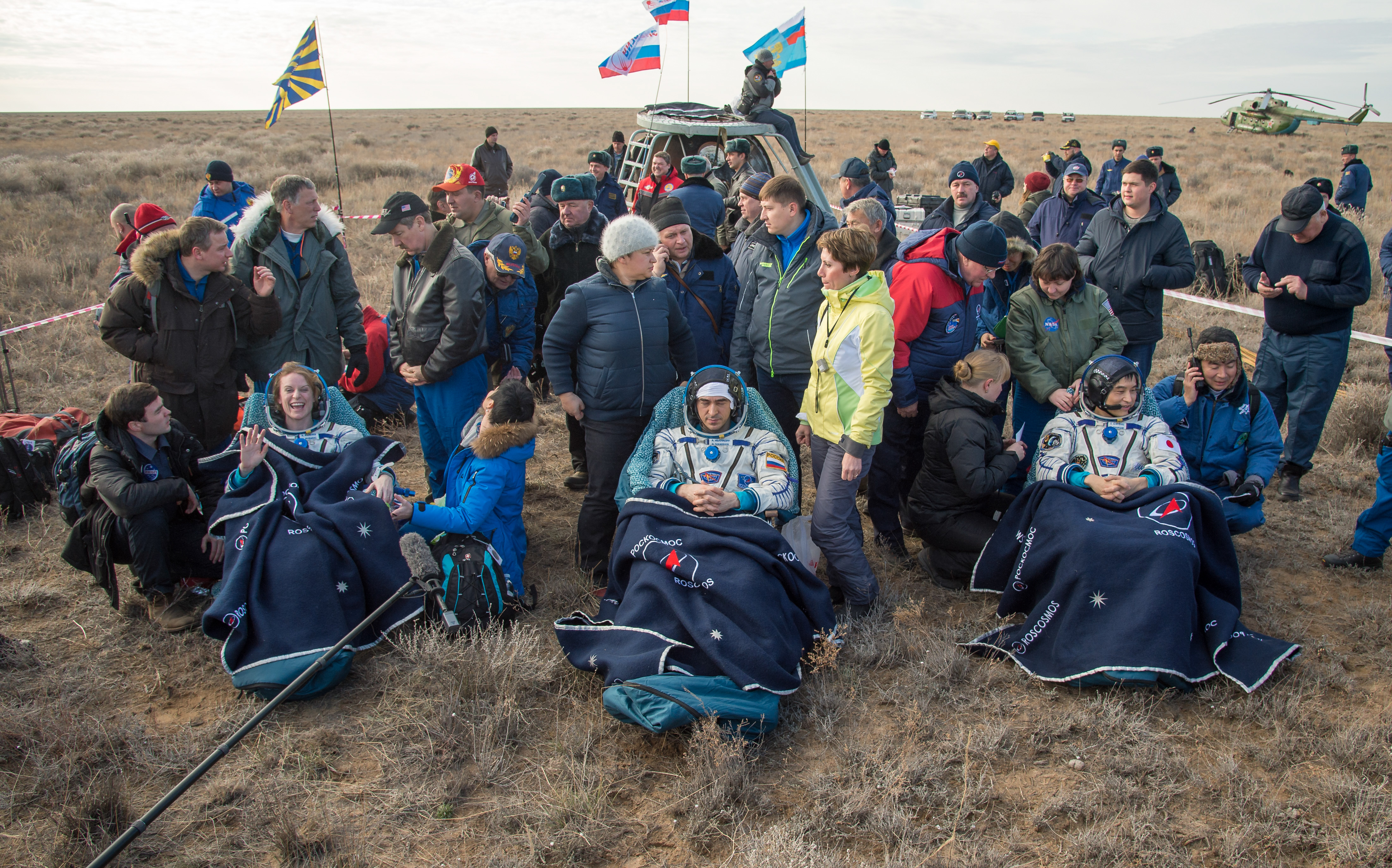
گروه اعزامی ۴۹ پس از فرود